# Gorenja vas (Gorenja vas – Poljane, Slovenija)
Gorenja vas je naselje i jedno od središta općine Gorenja vas - Poljane u središnjoj Sloveniji. Gorenja vas se nalazi u pokrajini Gorenjskoj i statističkoj regiji Gorenjskoj. 

## Stanovištvo
Prema popisu stanovništva iz 2002. godine Gorenja vas je imala 1.155 stanovnika.

## Vanjske poveznice
- Plan i karta naselja  Arhivirana inačica izvorne stranice od 29. srpnja 2017. (Wayback Machine)